# MV Lord of the Isles
Le MV Lord of the Isles est un ferry de la compagnie Caledonian MacBrayne opérant depuis Oban sur la côte ouest de l'Écosse.

## Histoire
Le Lord of the Isles, aussi appelé LOTI, a été lancé le 7 mars 1989 par les chantiers Ferguson Shipbuilders de Port Glasgow. Bien que basé à Oban pendant la majeure partie de son service, ce navire a également desservi la Clyde et les Hébrides.

## Caractéristiques
Avec près de 85 mètres de long, le Lord of the Isles fait partie des plus grands navires de la flotte Caledonian MacBrayne. Assez similaire au MV Isle of Mull, sa poupe ressemble davantage à celle du MV Hebridean Isles. 
Le pont supérieur est équipé de salons, d'une cafétéria, d'un bar, d'une boutique et d'un salon d'observation à l'arrière du navire. Des couchettes sont également disponibles pour les voyages les plus longs.
Le pont des voitures est quant à lui équipé d'un treuil permettant le chargement depuis les terminaux les plus anciens. La capacité maximale du navire est de 56 voitures et 506 passagers.

## Service
Le Lord of the Isles  est basé à Oban et dessert les routes vers Coll/Tiree et Barra/South Uist, combinant ainsi deux services. Son arrivée en 1989 a permis de libérer le Columba (1964) et le Claymore (1978), ré-organisant ainsi la flotte. En service à Oban depuis neuf ans, le navire a été interverti occasionnellement avec le MV Isle of Mull sur la route Uig—Ardossan.
En 1998 le Lord of the Isles  a été remplacé par le MV Clansman et transféré à Mallaig pour remplacer le MV Iona sur le service saisonnier vers Skye. Le navire est finalement retourné à Oban en 2003 pour desservir un grand nombre de routes aux côtés du MV Isle of Mull et du MV Clansman. Avec sept îles sur sa route, le Lord of the Isles  est le navire de la flotte ayant transporté le plus de passagers.